# Колониальная Бразилия
Колониальная Бразилия — период в истории Бразилии с 1500 года, момента начала её колонизации до 1815 года, когда она была объединена в Соединённое королевство с Португалией.

## Открытие португальцами (1500—1530)
Тордесильясский договор 1494 года определил границы владений между Испанией и Португалией. Речь шла о том, что по договору, территории на востоке от линии пролегавшей в 400 лигах на запад от Островов Зелёного Мыса отходили Португалии, а земли, находящиеся на запад от него — Испании. Эта условная линия, которая протянулась между двумя полюсами, пересекала Латинскую Америку на востоке и стала первой границей Бразилии, ещё тогда не открытой португальцами. Договор отражал беспокойство Португалии, ведшей обширную разведку южного пути в Индию, открытием Колумба, достигшего «Индии» на западе. Возможно, в Португалии предполагали наличие Большой Земли, так как стремились отодвинуть линию раздела как можно дальше на запад, с чем испанцы согласились, так как это не представляло угрозы для их экспансии в западном направлении — до земель, открытых Колумбом ещё было плыть и плыть.

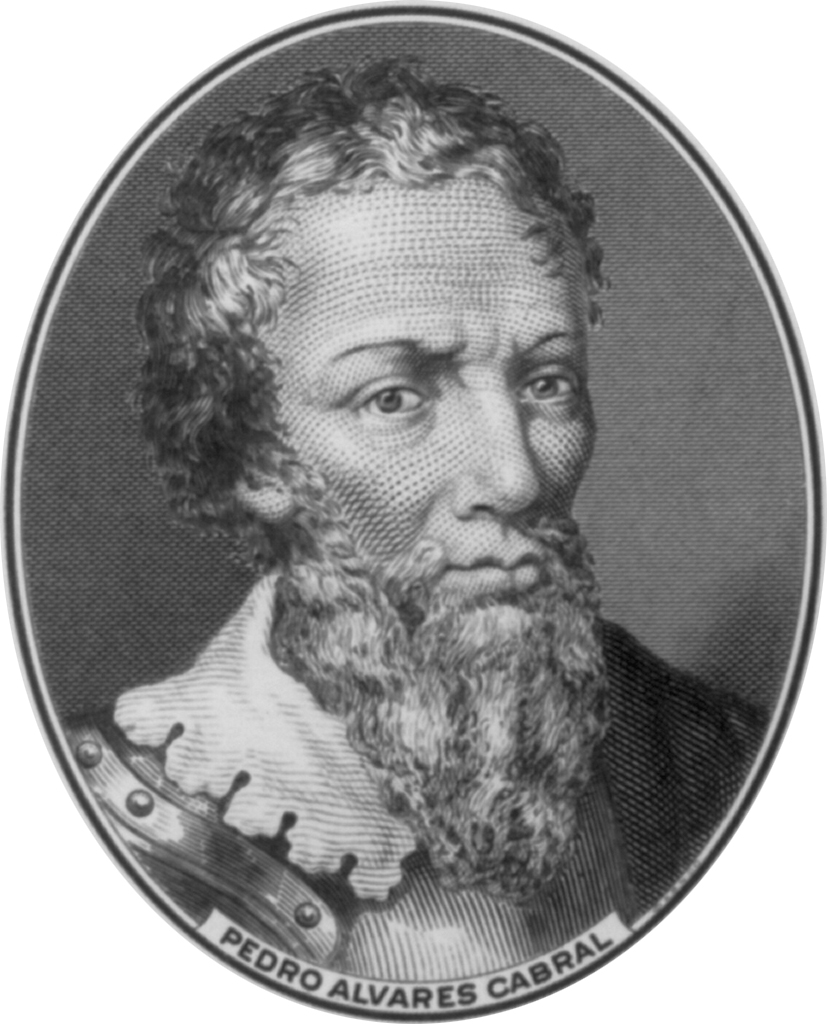
Педру Алвариш Кабрал

Принято считать, что Бразилия была открыта 22 апреля 1500 года Педру Алваришем Кабралом на пути вокруг Африки, но этот факт ещё подвергается сомнению. Новости, принесённые Кабралом, сначала возбудили значительный энтузиазм среди португальцев, и корона начала организовывать новые экспедиции, в частности под руководством итальянского капитана Америго Веспуччи, чей маленький флот проплыл вдоль побережья Бразилии и впервые оценил протяжённость этой земли. Веспуччи назвал несколько мест на побережье именами святых в зависимости от дня, когда они были открыты.
С Бразилией началась ограниченная торговля, главным природным богатством, найденным первыми колонизаторами, было сандаловое дерево (pau-brasil), из древесины которого добывали красно-фиолетовую краску. От его названия и пошло слово «Бразилия».
Интерес к Бразилии ослабел за последующие два десятилетия. Португальцы были не в состоянии выявить драгоценные металлы в Бразилии и потому сконцентрировали свои усилия на выгодной торговле с Азией. Бразилия стала чем-то вроде ничейной земли, над которой португальская корона имела только формальный контроль, а её европейские конкуренты быстро воспользовались этим невниманием. Французы, например, нарушали португальский суверенитет над частью Южной Америки и вывозили древесину в Европу. Португальская апатия закончилась во время правления Жуана III (1521—1557), который постепенно переместил центр колониальных интересов из Азии в Америку.
Еще в 1500 году Педро Кабрал для «цивилизации» индейцев высадил в районе Порту-Сегуру двух осужденных преступников, однако в 1501 году экспедиция Гонсало Куэлью-Америко Веспуччи забрала их обратно домой. С двух каторжников Кабрала в 1500 году началась случайная и эпизодическая миграция небольшого количества европейцев (прежде всего португальцев) в первой четверти XVI в. на побережье Бразилии между 8 и 24° ю. ш.: высаженные каторжники, потерпевшие кораблекрушение или дезертировавшие с приходящих кораблей матросы и солдаты оседали на новом месте, вступали в брак с местными индейцами и в итоге сформировали группу смешанного населения под названием мамилуки, которые впоследствии благодаря знанию местных условий сыграли важную роль в изучении и освоении португальской Бразилии.

## Первые колонии (1530—1580)
Планомерное освоение новых земель началось только в 1530 году, когда из Португалии стали прибывать первые поселенцы, которые привозили с собой скот, саженцы и семена с целью основать здесь колонии. Укреплённые поселения были основаны на северо-востоке страны, первым из них стал Сан-Висенте в прибрежной части современного штата Сан-Паулу, основанный в 1532 году. Территория была заселена местными племенами. Одни были миролюбивыми, а другие, наоборот, агрессивными, особенно в глубине страны.
По мере расширения колоний возникла необходимость создания административной системы. Первым шагом к этому стал указ короля о создании наследуемых феодальных владений — капитаний. Четырнадцать из них, причём некоторые из них по размеру были больше самой Португалии, были определены в середине XVI века. Владельцы капитаний, так называемые donatarios, то есть «те, кто принимает дар», отвечали за их безопасность и развитие. Система капитаний значительно повлияла на границы и политику современной Бразилии.
Король Жуан назначил генерал-губернатором колонии Томе ди Соуза (Tomé de Sousa), португальского дворянина с большим опытом, полученным в Африке и Индии. Соуза высадился в Бразилии в 1549 и основал первую столицу Бразилии, город Салвадор (штат Баия), из которого Бразилия управлялась на протяжении 214 лет. Соуза также разместил местных чиновников во всех капитаниях и стратегических укреплённых пунктах вдоль побережья. В городах он организовал муниципальные структуры, подобные муниципалитетам в Португалии. Начиная с этого времени Бразилия начала принимать значительный поток поселенцев. В 1600 году в штатах Баия и Пернамбуку в каждом жило около 2 000 европейцев и более 4 000 африканских рабов и индейцев.
Важный вклад в развитие и прогресс колоний внесли иезуиты. По просьбе Жуана III, Мануель да Нобрега и несколько других иезуитов сопровождали Томе ди Соуза в Салвадор и стали первыми из миссионеров, которые занимались защитой и обращением индейцев в христианство, а также и значительной работой по подъёму морального уровня колонистов. Индейцы, обращённые в христианство, селились в организованных иезуитами поселениях, называемых аделаи (aldeias), которые были похожи по структуре на миссии в испанской Америке. Тем не менее, многие другие колонисты имели рабов-индейцев, и потому хотели отнять у иезуитов контроль за этим важным ресурсом. Скоро между двумя группами возник настолько острый конфликт, который прокатился через всю колонию, что потребовалось вмешательство короны. Согласно королевскому декрету 1574 года иезуиты получили частичную поддержку, декрет дал им полную власть над индейцами в аделаях, но позволил колонистам обращать в рабство индейцев, захваченных в «законной войне». В Амазонии отец Антонио Виейра (António Vieira) стал центральной фигурой подобного конфликта в XVII веке, когда он организовал там сеть миссий. С другой стороны, хотя миссии помогли защитить индейцев от рабства, они весьма способствовали распространению смертельных для индейцев европейских болезней. Из-за значительного уменьшения численности индейского населения и роста спроса на рабов, бразильские колонисты, начиная с середины XVI века, стали завозить большое количество африканских рабов.

Перевозка негров на кораблях, строение корабля

Влажное и плодородное побережье штата Пернамбуку было пригодно для выращивания сахарного тростника. Кроме того, такое местоположение сделало его удобным портом для судов, которые отправлялись из Португалии на африканский запад и на восток. Сахарный тростник и техника для его выращивания были завезены в Бразилию с острова Мадейра. Вскоре стала процветать трёхсторонняя торговля. В её основе лежал труд на плантациях сахарного тростника завезённых из западной Африки негров-рабов. Сахар поставлялся на европейский рынок, возрастающие потребности которого уже не могли удовлетворяться за счёт традиционных источников.
Значительное усиление королевской власти в Бразилии произошло после попытки французов основать там свою колонию. В 1555 году французские отряды захватили красивую бухту Рио-де-Жанейро, которой по неизвестным причинам пренебрегли португальцы. Большая португальская эскадра под командованием генерал-губернатора Мем ди Са, блокировала вход в гавань и вынудила французский гарнизон подчиниться, в 1567 году там был основан город Рио-де-Жанейро, чтобы защитить бухту от будущих нападений.

## Союз Испании и Португалии и территориальная экспансия (1580—1690)
События, которые происходили в Европе, мешали дальнейшему развитию колонии. После смерти короля Португалии Себастьяна в 1578 году на лиссабонский трон вступил король Испании Филипе II. С 1580 по 1640 год оба королевства были объединены испанской короной. В этот период, благодаря объединению двух стран, вся Южная Америка стала частью испанских владений.
На Бразилию начались нападения врагов испанской короны, в частности Нидерландов, которые недавно получили независимость. Голландцы захватили и удерживали некоторое время столицу страны Салвадор в 1624-25, а в 1630 Голландская Вест-Индская компания послала флот, который захватил Пернамбуку. Он оставался под голландским контролем на протяжении четверти столетия. Новым губернатором владения компания назначила Иоганна-Морица, графа Нассау-Зиген. Голландцы начали приглашать известных художников и учёных, чтобы рассказать Европе о ресурсах и красоте Бразилии. Тем не менее, директора компании, которые руководствовались только ростом доходов, отказались поддержать социальную политику Иоганна-Морица, и он ушёл в отставку в 1644. Богатый плантатор Жого Фернандес Виейра тем временем начал восстание, которое быстро набрало силу среди населения, недовольного политикой последователей Иоганна-Морица. Бразильцы, действуя без помощи Португалии, разбили и выгнали голландцев в 1654 году, достижение, которое помогло появлению национального самосознания бразильцев.
Парадоксальным образом шестидесятилетний союз Португалии и Испании дал неожиданные преимущества заморской колонии Португалии. Воспользовавшись отсутствием границ, португальцы и бразильцы осуществляли походы вглубь страны. Первой на их пути стала капитания Сан-Висенте, и начиная с этой опорной точки в Сан-Паулу, первопроходцы отодвинули границу от побережья вглубь континента.
Экспедиции (bandeiras) за рабами-индейцами прокладывали дорогу через леса, преодолевали горные хребты, продвигаясь всё время вперёд. Экспедиционеры (bandeirantes) прославились тем, что захватывали индейцев и в иезуитских миссиях, и тех, кто был свободным, и возвращались вместе с ними домой. Благодаря bandeirantes границы будущей независимой Бразилии расширялись.
В 1640 году португальцы во главе с королём Жуаном IV вернули независимость от Испании и отказались оставлять оккупированные и колонизованные территории на запад от первоначальной линии, установленной Тордесильясским договором. Португальцы обосновались на захваченных ими землях как законные хозяева. Во второй половине XVII века Португалия полностью освободилась от испанского господства, в этот период бразильская экономика, основанная на производстве сахара, сильно ослабла. Спад в сахарной промышленности привёл к миграции населения из районов производства сахара на неосвоенные земли.

## Открытие золота (1690—1800)
Самым важным открытием, сделанным во время этих экспедиций, стало золото. В погоню за золотом были вовлечены не только жители прибрежных районов, но и новые партии иммигрантов, которые прибывали из Португалии. Среди прочих результатов экспедиций можно выделить развитие скотоводства во внутренних районах страны, что пояснялось необходимостью обеспечения рудокопов мясом и шкурами, а также появление новых городов на территории, которую сейчас занимает штат Минас-Жерайс. Бразильская золотая лихорадка имела огромное значение для бразильской экономики и привела к такому значительному притоку капитала в юго-восточные колонии, что португальское правительство в 1763 году переместило столицу Бразилии из Салвадора (на северо-востоке) в Рио-де-Жанейро. Поиск золота также привёл к открытию алмазных месторождений в начале XVIII века в Минас-Жерайс, Баия и Мату-Гросу. Бум горной промышленности спал когда запасы минералов были исчерпаны, хотя и далее незначительное количество золота и алмазов продолжало добываться.
Всего с 1700 по 1800 годы тут было добыто 1.000 тонн золота и 3 миллиона каратов алмазов. Возрастающая добыча золота в Бразилии стала важным направлением развития, которое оказало влияние на ход истории не только в самой колонии, но и в Европе.
Хотя золото оставалось под контролем Португалии и отправлялось морем прямо в Лиссабон, там оно не задерживалось. Англия в соответствии с Метуэнским договором 1703 года поставляла в Португалию продукцию текстильной промышленности, которая оплачивалась золотом из бразильских месторождений. На бразильском рынке преобладали английские товары, что никак не способствовало конкуренции и душило любую инициативу в промышленности.

### Миф о затерянном городе
В 1754 году португальскими бандейрантами, отправившимися на поиски золотых рудников, был описан («Рукопись 512») затерянный мёртвый город в неисследованных районах Бразилии. Современные бразильские учёные говорят о «самом большом мифе бразильской археологии». Описание развалин мёртвого города в Рукописи 512, оставленное неизвестным автором, неоднократно вдохновляло исследователей (в частности Перси Фосетта в 1925 году) на его поиски.

## Кофе
Вслед за успехами в области добычи золота и алмазов, а также в разведении сахарного тростника, пошло развитие ещё более важного источника доходов — выращивания кофе. Также как и разработка месторождений, которая вызвала миграцию жителей Пернамбуку и Баии на юг, в Минас-Жерайс, так и распространение кофейных плантаций стало причиной заселения пустующих земель ещё дальше на юг. Кофе был завезён в Бразилию из Французской Гвианы в XVIII в. Первые плантации кофе были разбиты в районах, где не было недостатка в рабах, в глубине сегодняшнего штата Рио-де-Жанейро. Однако отмена рабства и иммиграция из Европы в штат Сан-Паулу в конце XIX века привели к тому, что плантации кофе сместились на юг, в районы, где были более благоприятные условия грунта, климатa и нужные географические высоты. В свою очередь, благоприятные природные условия превратили Бразилию в крупнейшего в мире производителя кофе.

## Чувство национального самосознания
Во время господства Португалии в Бразилии ей выпала роль посредницы между колонией-производителем и потребителями — экономическими центрами Европы. Важным был тот факт, что Англия оставалась основным торговым партнёром Португалии на этом этапе. Между двумя правительствами были подписаны разные соглашения (1642, 1654, 1661, 1703, 1810, 1826), всегда более выгодные для английской стороны. Монополизировав всю торговлю с Бразилией, Португалия удерживала в руках существенную часть доходов, полученных от колонии, что приводило к росту недовольства среди колонистов. Начиная с периода голландского и французского наступления в районах северо-востока Бразилии в начале XVII века, национальное самосознание бразильцев постоянно возрастало и крепло в борьбе с захватчиками.
Особенно серьёзные выступления, продиктованные стремлением народа сохранить свою политическую независимость, произошли в начале XVIII века. Хотя представления о независимости носили довольно примерный характер, выступления охватывали целые регионы. Заговор в Минасе (Conjuracao Mineira) — самое значительное событие из этих отдельных выступлений, было подписано в центре золотоносного района. У истоков заговора стоял прапорщик кавалерии Жуакин Жозе да Силва Шавьер, по прозвищу «Тирадентис» («Зубодёр»). Тирадентис нашёл поддержку главным образом среди интеллектуалов, которые прониклись теми же идеалами свободы, которые вдохновляли французских энциклопедистов и вождей Американской Революции. Заговор раскрыли, а его участникам вынесли суровые приговоры. Тирадентис был повешен на площади в Рио-де-Жанейро. Другие выступления, многие из которых получили широкую поддержку населения, произошли в Пернамбуку и Баие, где спад в сахарной промышленности обострил проблемы, порождённые зависимостью от Португалии. Однако ни одно из выступлений не смогло повлиять на господство Португалии в этот период.